# Quiet Life
Quiet Life (en españolː Vida tranquila) es el tercer álbum de estudio de la banda británica de new wave Japan, publicado por Hansa Records en 1979. En el Reino Unido no sería lanzado hasta el 4 de enero del año siguiente, siendo, a su vez uno de los primeros discos de la década de los ochenta y del año 1980, por problemas de manufacturación. El álbum contiene la canción homónima, que se considera la más famosa del grupo a la fecha, además de ser su álbum más vendido.

## Contexto
Japan estaba trabajando en 1979 con el productor italiano Giorgo Moroder, con el que lanzaron el sencillo Live in Tokio, en el cual la banda se despedía de su estilo glam rock, a un estilo más bailable. Su éxito era moderado, pues solo eran aclamados en Japón.
Moroder influenció grandemente a Japan, ya que la banda pulió su sentido kitsch y glamoroso de vestir y tocar, a un estilo más elegante y refinado, al estilo Donna Summer, quien de hecho había sido producida por Moroder.
Esa influencia les permitió producir su tercer disco, precindiendo de Moroder para ello.

### Lanzamiento y promoción
El álbum fue lanzado el 20 de diciembre de 1979, con las referencias VIP 6700 de la discográfica Hansa y el 4 de enero de 1980, por problemas con la manufactura, en el Reino Unido, con las referencias AHAL 8011 de Ariola Hansa.

### Portada
La foto de portada fue tomada por el fotógrafo Fin Costello y muestra al vocalista David Sylvian en un fondo blanco con un traje de saco rojo, corbata y pantalones y camisa clara, con la palabra JAPAN en rojo, y debajo el nombre Quiet Life.

## Recepción
El álbum no contó con éxito en el natal Reino Unido de la banda, pues solamente llegó al puesto 72 en los charts ingleses para febrero de 1980. Sin embargo, gracias al éxito de su álbum Tin Drum y del recopiliatorio de Hansa Records, Assemblage ambos de 1981, Quiet Life regresó con fuerza a las listas británicas, hasta alcanzar el puesto 53 en 1982, y la certificación dorada por alcanzar las 100.000 copias vendidas.
El sencillo Quiet Life salió a la venta en 1979 en Japón y en 1980 en Alemania. En el Reino Unido, sin embargo el sencillo elegido fue "I Second That Emotion" con Quiet Life como lado B. Ningún sencillo tuvo éxito.
Dada la popularidad posterior de Japan, Hansa relanzó el sencillo en agosto de 1981 en el Reino Unido e Irlanda, llegando al puesto 19 de los charts británico, siendo el primer Top 20 de Japan. El 3 de julio de 1982 I Second That Emotion llegó al puesto 9, gracias al impulso que le dio el sencillo de la época "Ghosts", de Tin Drum, que llegó al puesto 5 y es el sencillo más exitoso de la banda a la fecha. El 12 de marzo de 1983, el segundo sencillo del álbum All Tomorrow's Parties alcanzó el puesto 38.
El álbum fue incluido en libro "1001 discos que hay que escuchar antes de morir" del escritor Robert Dimery.

## Reediciones
El álbum fue lanzado como CD en 1986, con la referencia VDP 1155, de Hansa. Una versión remasterizada, también en CD salió en 1995, bajo el sello BMG Victor Inc, con la referencia BVCP-7374.
En el 2004 salió la primera edición bonus tracks de Quiet Life, con los sellos BMG UK y BMG Ireland, con 4 temas adicionales y un DVD.
Finalmente en 2012 se lanzó nuevamenete en formato LP, con la referencia MOVLP176, bajo el sello Music on Vinyl, con 3 elepés y 15 temas.

## Listado de canciones
Todas las canciones escritas por David Sylvian, excepto All Tomorrow's Parties, escrita por Lou Reed.
Todas las canciones escritas y compuestas por David Sylvian, except for "All Tomorrow's Parties", written by Lou Reed. All songs arranged by Japan. 
| Side A |                        |          |  |
| N.º    | Título                 | Duración |  |
| 1.     | «Quiet Life»           | 4:53     |  |
| 2.     | «Fall in Love with Me» | 4:31     |  |
| 3.     | «Despair»              | 5:56     |  |
| 4.     | «In Vogue»             | 6:30     |  |

| Side B |                          |          |  |
| N.º    | Título                   | Duración |  |
| 1.     | «Halloween»              | 4:24     |  |
| 2.     | «All Tomorrow's Parties» | 5:43     |  |
| 3.     | «Alien»                  | 5:01     |  |
| 4.     | «The Other Side of Life» | 7:26     |  |

2001 UK Reissues
| 2001 UK CD reissue bonus tracks |                                                                |          |  |
| N.º                             | Título                                                         | Duración |  |
| 9.                              | «All Tomorrow's Parties (12" Version)» (remix)                 | 5:17     |  |
| 10.                             | «A Foreign Place» (the B-side for the "Quiet Life" 12" single) | 3:12     |  |
| 11.                             | «Quiet Life (12" Version)» (remix)                             | 4:50     |  |
| 12.                             | «Life in Tokyo (12" Version)» (remix)                          | 7:05     |  |

2004 UK Remastered CD Bonus Reissue
| 2004 UK remastered CD reissue bonus tracks |                                        |          |  |
| N.º                                        | Título                                 | Duración |  |
| 9.                                         | «All Tomorrow's Parties (12" Version)» |          |  |
| 10.                                        | «All Tomorrow's Parties (7" Mix)»      |          |  |
| 11.                                        | «A Foreign Place»                      |          |  |
| 12.                                        | «Quiet Life (7" Mix)»                  |          |  |
| 13.                                        | «Quiet Life» (video)                   |          |  |

## Personal
Japan
- David Sylvian - voz principal y coros, guitarra, compositor (excepto del tema 6), productor
- Rob Dean / guitarra, productor
- Richard Barbieri / teclados y sintetizador, productor
- Mick Karn / bajo fretless, saxofón, arreglos de saxofón, coros
- Steve Jansen - batería y percusión

Personal adicional
- Ann Odell - arreglos orquestales
- Martyn Ford - orquesta
- John Punter - producción, ingeniería
- Simon Napier-Bell - producción
- Colin Fairley - ingeniería
- Keith Bessey - ingeniería en "All Tomorrow's Parties"
- Fin Costello - Fotógrafo, arte conceptual